# Calymmodon papuanus
Calymmodon papuanus är en stensöteväxtart som beskrevs av Barbara S. Parris. Calymmodon papuanus ingår i släktet Calymmodon och familjen Polypodiaceae. Inga underarter finns listade.